# 横财局中局
《横财局中局》（英語：A Windfall Trap）是2019年12月28日在中国大陆上映的悬疑喜剧片，导演和编剧是陈建勇，主演黄圣依、聂远。讲述了中国抗日战争末期国军钞票搜剿队长王怀义在四川省保护巨额财产的故事。

## 演出
- 黄圣依 出演 江燕燕
- 柴蔚 出演 小燕燕
- 聂远 出演 王怀义
- 马现楷 出演 小江燕燕师傅
- 边潇潇 出演 鸨儿娘
- 高海博 出演 刘县长
- 王婉中
- 宫正楠
- 林雪
- 王全有
- 胡明
- 张倩

## 上映
豆瓣评分3.3分。

## 外部连接
- 豆瓣电影上《横财局中局》的資料 （简体中文）
- 时光网上《横财局中局》的資料（简体中文）
- 互联网电影数据库（IMDb）上《横财局中局》的资料（英文）